# East 172nd Avenue megállóhely
East 172nd Avenue megállóhely a Metropolitan Area Express kék vonalának megállója az Oregon állambeli Greshamben.
A megálló a keleti Burnside utca és az északkeleti/délkeleti 172. sugárút kereszteződésében található, a peronok a keresztutca két oldalán helyezkednek el.
A megálló a megnyitástól 2012 szeptemberéig, a zónarendszer felszámolásáig a hármas tarifazónába tartozott.
| Előző állomás                                     |  | Metropolitan Area Express |  | Következő állomás                       |
| ------------------------------------------------- |  | ------------------------- |  | --------------------------------------- |
| E 162nd Avetovább Hatfield Government Center felé |  | Kék vonal                 |  | E 181st Avetovább Cleveland Avenue felé |

## Fordítás
- Ez a szócikk részben vagy egészben  az   E 172nd Ave MAX Station című angol Wikipédia-szócikk ezen változatának fordításán alapul.  Az eredeti cikk szerkesztőit annak laptörténete sorolja fel. Ez a jelzés csupán a megfogalmazás eredetét és a szerzői jogokat jelzi, nem szolgál a cikkben szereplő információk forrásmegjelöléseként.